# Mujezin
Mujezin (arap. mu'adhdhin) je izvikivač koji s minareta poziva muslimane na molitvu. Prva osoba u povijesti koja je preuzela tu ulogu je bio je etiopljanin Bilal, oslobođeni rob i bliski suradnik i prijatelj poslanika Muhameda. 
Njegova je uloga usporediva s ulogom zvonjave crkvenog zvona u kršćanstvu
On u određene sate poziva muslimane na zajedničku molitvu. Samo pozivanje se zove adhan, i izvorno se provodi s minareta. U međuvremenu se to najčešće obavlja preko zvučnika. Kako vrijeme pozivanja na molitvu nije jako precizno utvrđeno, u mnogim orijentalnim gradovima pojedini pozivi iz zvučnika nisu usklađeni a uz to se i međusobno nadglasavaju, dolazi do vrlo glasne kakofonije. Jedan pokušaj egipatskog ministra za vjerska pitanja da se pozivi na molitvu usklade i tako dođe do uhu ugodnijeg pozivanja u Kairu je neslavno propao.